# Chordonota leiophthalma
Chordonota leiophthalma är en tvåvingeart som beskrevs av Samuel Wendell Williston  1896. Chordonota leiophthalma ingår i släktet Chordonota och familjen vapenflugor. Inga underarter finns listade i Catalogue of Life.